# Saussurembia davisi
Saussurembia davisi är en insektsart som beskrevs av Ross 1992. Saussurembia davisi ingår i släktet Saussurembia och familjen Anisembiidae. Inga underarter finns listade.